# François Michon
François Michon (ur. 1966) – francuski duchowny rzymskokatolicki, od 2016 przełożony generalny Wspólnoty Chemin Neuf.

## Życiorys
Święcenia kapłańskie przyjął w 1994. Urząd przełożonego generalnego pełni od 17 sierpnia 2016.